# Christine Ebersole
Christine Ebersole, née le 21 février 1953 à Winnetka, (Illinois), est une actrice et chanteuse américaine.

## Filmographie

### Cinéma
- 1982 : Tootsie de Sydney Pollack : Linda
- 1984 : Amadeus de Miloš Forman
- 1984 : Voleur de désirs (Thief of Hearts) de Douglas Day Stewart
- 1989 : Batman de Tim Burton
- 1991 : Dead Again de Kenneth Branagh
- 1994 : My Girl 2 de Howard Zieff : Rose Zsigmond
- 1994 : Richie Rich de Donald Petrie
- 1996 : Pie in the Sky de Bryan Gordon
- 1996 : Black Sheep de Penelope Spheeris
- 1997 : L'Amour de ma vie de Scott Winant
- 1999 : Jugé coupable (True Crime) de Clint Eastwood
- 1999 : Mon Martien bien-aimé de Donald Petrie
- 2006 : Love Comes to the Executioner de Kyle Bergersen
- 2009 : Confessions d'une accro du shopping de Paul John Hogan
- 2013 : Un grand mariage de Justin Zackham
- 2013 : Le Loup de Wall Street de Martin Scorsese : Leah Belfort
- 2014 : Emoticon : Julia
- 2015 : The Way I Remember It : Vera (en post-production)
- 2021 : Licorice Pizza de Paul Thomas Anderson : Lucille Dolittle
- 2025 : Is This Thing On? de Bradley Cooper

### Télévision
- 1984 : Les Poupées de l'espoir (The dollmaker) (téléfilm)
- 1987 : Dolly (série télévisée)
- 1998 : Trop tard pour être mère ? (téléfilm)
- 2003 : Un amour inattendu (téléfilm)
- 2008 : New York, unité spéciale (saison 10, épisode 10) : Hilary Regnier
- 2009 : Colbert Report (Saison 5)
- 2011-2012 : Retired at 35 (sitcom)
- 2012-2013 : Sullivan and Son (série télévisée)
- 2013 : American Horror Story (série télévisée, saison 3 : Coven)
- 2018 : Pose (série télévisée, 1 épisode)
- 2018-2019 : Steven Universe (série télévisée) : Diamant Blanc, Perle Rose (sous le contrôle de Diamant Blanc), Diamant Jaune (sous le contrôle de Diamant Blanc), Diamant Bleu (sous le contrôle de Diamant Blanc), Grenat (sous le contrôle de Diamant Blanc), Perle (sous le contrôle de Diamant Blanc), Améthyste (sous le contrôle de Diamant Blanc)
- 2019 : Steven Universe, le film (film) : Diamant Blanc
- 2019-2020 : Steven Universe Future : Diamant Blanc

## Comédie musicale
- 1960 : Camelot